# Terremoto de Armenia de 1679
El terremoto de Armenia de 1679, también llamado terremoto de Ereván o terremoto de Garni, tuvo lugar el 4 de junio en la región de Ereván de Armenia, que entonces formaba parte del Irán safávida.
Numerosos edificios fueron destruidos como consecuencia del terremoto. En Ereván las estructuras más notables resultaron dañadas. El Castillo de Ereván fue destruida por completo, así como las siguientes iglesias: Poghos-Petros, Katoghike, Zoravor y la Capilla de Getsemaní.
Además, el cercano pueblo de Kanaker fue completamente destruido. El clásico Templo de Garni helenístico también se derrumbó. Entre las muchas iglesias y monasterios que quedaron reducidos a ruinas se encontraban Havuts Tar, Monasterio de San Sargis de Ushi, Hovhannavank, Geghard y Khor Virap.